# Погодаев, Анатолий Кирьянович
Анатолий Кирьянович Погодаев (род. 1961) — российский учёный, ректор ЛГТУ(2008—2018 гг.), профессор, доктор технических наук.

## Биография
Анатолий Кирьянович Погодаев родился 18 августа 1961 года в Мурманске в семье военнослужащего. В 1980 году начал работать на Новолипецком металлургическом комбинате слесарем по КИП и автоматике. В 1983 году после службы в Советской Армии поступил учиться в Липецкий политехнический институт, который окончил в 1988 году по специальности «Обработка металлов давлением». В 1992 году по окончании аспирантуры Липецкого политехнического института защитил кандидатскую диссертацию по специальностям 05.16.05 — обработка металлов давлением и 05.13.07 — автоматизация технологических процессов (в металлургии), в 2003 году — докторскую диссертацию по специальности 05.13.06 — автоматизация и управление технологическими процессами и производствами (промышленность). В 2004 году присвоено ученое звание профессора. С 1988 года он прошёл путь от инженера отраслевой научно-исследовательской лаборатории до заведующего кафедрой прикладной математики, декана факультета автоматизации и информатики Липецкого государственного технического университета (Липецкого политехнического института). В 2005—2008 годах работал в должности проректора ЛГТУ по качеству и информационным технологиям. С 2008—2018 гг.являлся ректором ЛГТУ. Основные направления научной деятельности — управление большими системами, теория адаптивной нелинейной идентификации объектов, базы данных и системы искусственного интеллекта, цифровые технологии, менеджмент качества. Является руководителем научного направления ЛГТУ — вычислительная математика. Член редакционных коллегий и советов ряда российских и зарубежных журналов. Почетный работник высшего профессионального образования Российской Федерации, руководитель координационного Центра программ «Шаг в будущее» по Липецкой области.
Являлся депутатом Липецкого городского Совета депутатов четвёртого созыва. В 2016 году был избран в Липецкий областной совет депутатов от партии Единая Россия.
В ноябре 2018 года покинул пост ректора.

## Санкции
6 марта 2022 года после вторжения России на Украину подписал письмо в поддержу российской агрессии. С 9 июня 2022 года находится под персональными санкциями Украины за поддержку войны. Также был внесён ФБК в список коррупционеров и разжигателей войны за поддержку нападения на Украину, 16 марта 2022 года форумом свободной России внесён в «Список Путина» и доклад «поджигателей войны» с предложением введения против него международных санкций.